# Dick Modzelewski
Richard Blair Modzelewski (Natrona, Pensilvânia, 16 de fevereiro de 1931 – Eastlake, Ohio, 19 de outubro de 2018) foi um jogador de futebol americano profissional, de 1953 a 1966, que atuava como defensive tackle na National Football League pelo Washington Redskins, Pittsburgh Steelers, New York Giants e Cleveland Browns. Ele também serviu como treinador dos Browns no jogo final da temporada de 1977.